# LG Optimus Sol
Il telefonino LG Optimus Sol (noto anche come E730) è un telefono di tipo smartphone che funziona tramite il sistema operativo Android di Google Inc.

## Processore
Il dispositivo possiede un processore MSM8255 ARM-v7 a 1 GHz, 512 MB di RAM e 1GB di memoria interna (espandibili con memoria esterna Micro-SD fino a 32GB).

## Schermo
Il dispositivo monta un display LCD da 3,8 pollici di tipo "Ultra AMOLED". La risoluzione è di 480x800 pixel (WVGA), 240 punti per pollice (DPI), e 262.000 colori. Lo schermo è protetto con vetro "Gorilla Glass".
Per ottimizzare la resa dello schermo e per ridurre il consumo della batteria, LG ha adottato un'interfaccia (denominata "Optimus 2.0") prevalentemente nera.

## Audio / Video
Questo telefonino presenta particolari funzionalità multimediali, avendo la capacità di supportare il formato HD (720p) sia creando video HD sia potendo riprodurre qualunque video HD sul suo schermo ad alta risoluzione (480x800 pixel).
Il dispositivo supporta la maggior parte dei formati audio (MP3, AAC, AAC+, AAC-LC, WMA, AMR-NB) e video (DivX, Xvid, H.263, H.264, MPEG-4, 3gp, WMV).
Altra particolarità di questo smartphone è la possibilità di vedere film, anche in HD, tramite streaming, immagini e musica connettendosi tramite wireless ad un qualunque dispositivo compatibile DLNA.

## Fotocamera
Il dispositivo monta due fotocamere: quella frontale VGA e quella posteriore da 5 Megapixel con capacità di girare video in HD a 720p (risoluzione massima 1280x720 pixel), 30 fotogrammi al secondo e con funzionalità di autofocus continuo.
La fotocamera supporta il geotagging e con essa si possono scattare foto e condividerle direttamente sui siti di Social Networking di Internet.

## Reti
A livello di connettività, questo telefonino supporta la maggior parte delle reti, tra cui HSDPA, HSUPA, Wi-Fi (classi b/g/n) con supporto "Wi-Fi Direct", Bluetooth 3.0 e A-GPS.
Tramite la funzionalità "On-Screen Phone", si può comandare il telefonino direttamente dal proprio PC, quindi si può usare la tastiera del computer per scrivere messaggi SMS e E-Mail e si possono copiare i file dal computer al telefonino tramite la funzionalità "Drag and drop".

## Software
Al momento del lancio, il telefonino possiede la versione 2.3.4 di Android (nome in codice "Gingerbread"), ma la LG ha promesso l'aggiornamento alla versione 4 Ice Cream che non è mai avvenuto e per questo è stata multata dall'antitrust che ha ritenuto scorretta la pratica commerciale di LG.
Tra il software incluso nel dispositivo, c'è il nuovo widget "Social+" di LG che permette di leggere i feed dei servizi di social network quali Facebook, Twitter e Myspace in un solo widget. Inoltre c'è l'applicazione "Wi-Fi Cast", che permette di condividere contenuti senza fili tramite "Wi-Fi Direct" e l'applicazione "SmartShare", che permette di condividere contenuti senza fili tramite il  DLNA.
Per visualizzare i documenti di Microsoft Office, il dispositivo include l'applicazione "Polaris Office".